# Bułgarski program kosmiczny

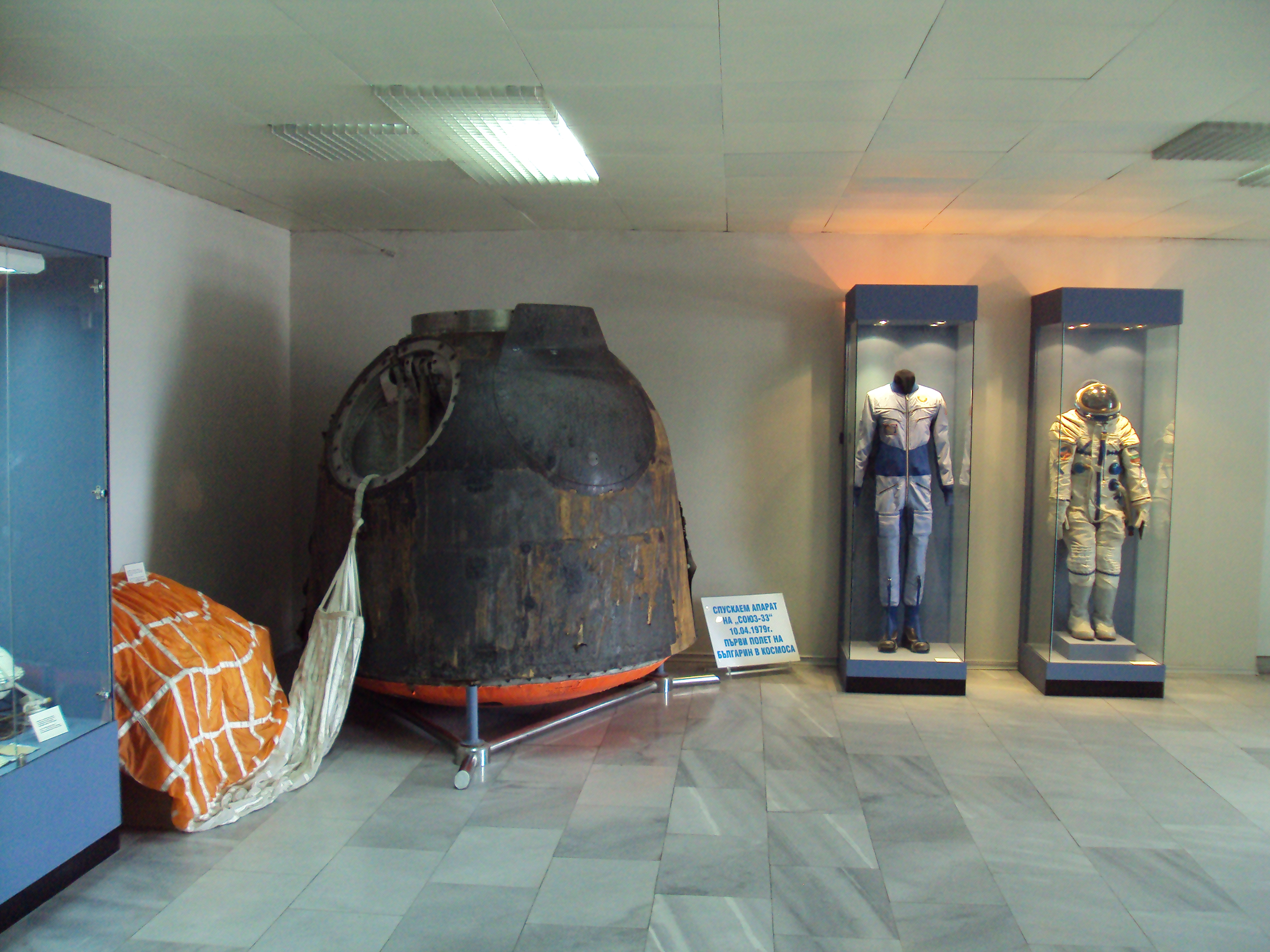
Kapsuła Sojuz 33 z widocznym spadochronem oraz kombinezonami Iwanowa

Bułgarski program kosmiczny odnosi się do wysiłków w dziedzinie załogowych lotów kosmicznych realizowanych przez Ludową Republikę Bułgarii. Idea wysłania bułgarskiego kosmonauty w przestrzeń kosmiczną pojawiła się jeszcze przed wystrzeleniem Sputnik 1, pierwszego sztucznego satelity Ziemi. Nieformalna propozycja, aby Związek Radziecki wysłał bułgarskiego kosmonautę, pojawiła się w 1964 roku, ale nie została poważnie rozważona przez Sowietów. Oficjalna współpraca kosmiczna rozpoczęła się w 1966 roku wraz z ustanowieniem programu Interkosmos, który umożliwiał krajom bloku wschodniego dostęp do radzieckiej technologii kosmicznej.
W ramach programu Interkosmos Bułgaria wysłała swojego pierwszego kosmonautę, Georgiego Iwanowa, na stację kosmiczną Salut 6 w 1979 roku, stając się szóstym krajem na świecie, którego obywatel znalazł się w przestrzeni kosmicznej. Awaria statku Sojuz 33 uniemożliwiła jednak dokowanie, a Iwanow spędził jedynie 31 okrążeń wokół Ziemi, zanim bezpiecznie wrócił na powierzchnię. Drugi bułgarski kosmonauta, Aleksandyr Aleksandrow, spędził dziewięć dni na stacji Mir w 1988 roku, wykonując różne eksperymenty naukowe.

## Tło historyczne
Wystrzelenie Sputnik 1 w październiku 1957 roku zainspirowało pierwsze badania kosmiczne w Bułgarii. Radioodbiorniki Centrum Radiowego Pomiaru i Kontroli Jonosfery, założone rok wcześniej, odbierały sygnały z satelity. W listopadzie 1957 roku na górze Plana uruchomiono stację do optycznego śledzenia Sputnika. Pod wpływem tych wydarzeń oraz publikacji Międzynarodowej Federacji Astronautycznej inżynier Georgi Asparuchow oraz kapitan Bułgarskich Sił Powietrznych Doczo Harampiew postanowili przybliżyć temat eksploracji kosmosu szerszej publiczności. Harampiew był również przekonany, że jeśli w przestrzeń kosmiczną ma polecieć człowiek, to powinien to być pilot w doskonałej kondycji fizycznej i psychicznej.
W wyniku ich działań w dniu 8 grudnia 1957 roku w Sofii powstało pierwsze w kraju ciało badawcze dedykowane badaniom kosmicznym – Bułgarskie Towarzystwo Astronautyczne. Ze względu na sztywne przepisy prawne w tamtym okresie Towarzystwo zostało zorganizowane jako sekcja Astronautyki w ramach Organizacji Obrony Kraju. Niedługo po założeniu do Towarzystwa dołączyło wielu inżynierów i pracowników zamkniętej fabryki samolotów Fabryka 14. W 1958 roku Towarzystwo zostało członkiem Międzynarodowej Federacji Astronautycznej, a rok później opublikowano pierwszą bułgarską książkę o załogowych lotach kosmicznych pt. Organizm ludzki i loty międzyplanetarne.
Intensyfikacja wyścigu kosmicznego po locie Jurija Gagarina skłoniła generała porucznika Bułgarskich Sił Powietrznych Zachariego Zachariewa do rozmów z radzieckim ministrem obrony Rodionem Malinowskim na temat wysłania bułgarskich pilotów w przestrzeń kosmiczną. Malinowski nie potraktował tego jako realnej propozycji. W maju 1966 roku ZSRR utworzył radę ds. międzynarodowej współpracy w badaniach kosmicznych – Interkosmos, a Bułgaria jako państwo bloku wschodniego została jednym z jej członków założycieli.

Logo programu Interkosmos

W 1967 roku pod przewodnictwem bułgarskiego lidera Todora Živkowa powstała Krajowa Komisja ds. Badań i Wykorzystania Przestrzeni Kosmicznej (NCRUS), która została członkiem rady Interkosmos w kwietniu tego roku. Do końca 1967 roku Komisja przyjęła program działań, w tym rozwój wspólnych radziecko-bułgarskich instrumentów satelitarnych oraz badania fizjologii człowieka w mikrograwitacji.

## Loty kosmiczne w ramach programu Interkosmos
W Bułgarii selekcja kandydatów do drugiej klasy kosmonautów Interkosmosu rozpoczęła się w latach 1976–1977. Na dalsze etapy wybrano Georgiego Iwanowa, Aleksandăra Aleksandrowa, Georgiego Jowczewa i Iwana Nakowa, a ostateczną decyzję zatwierdzono w Moskwie w 1978 roku. W wyniku selekcji Iwanow został pierwszym bułgarskim kosmonautą, a Aleksandrow jego zastępcą.

### Eksperymenty
Misje Interkosmosu obejmowały badania w pięciu głównych obszarach: fizyka kosmiczna, meteorologia, komunikacja, biologia i medycyna kosmiczna oraz badania naturalnego środowiska.

### Loty

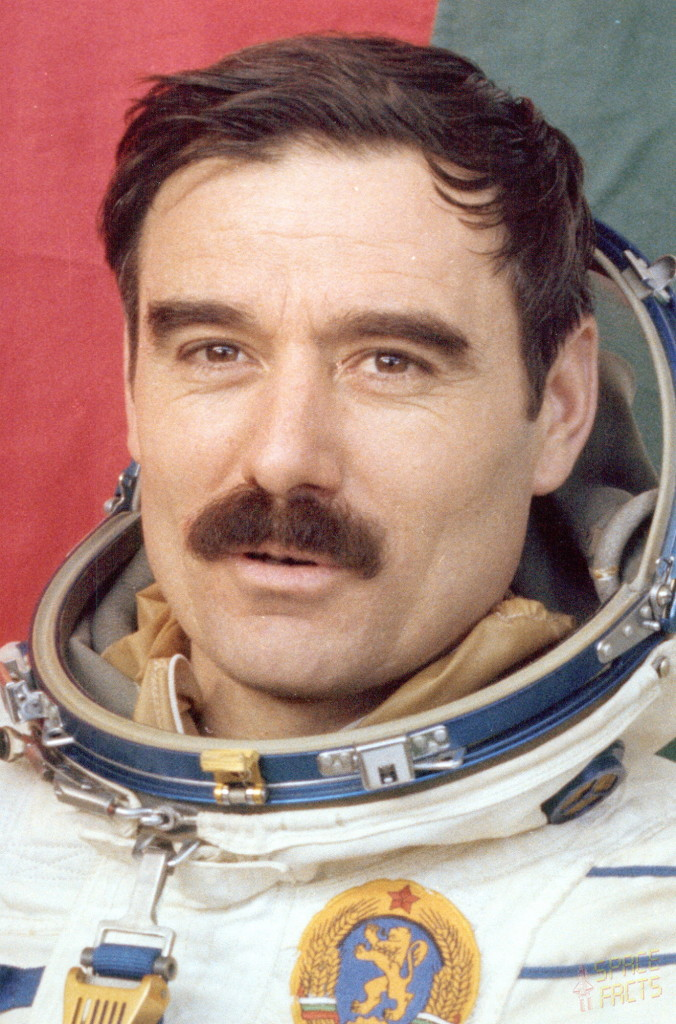
Georgi Iwanow

W ramach programu Interkosmos pierwszy bułgarski kosmonauta, Georgi Iwanow, wystartował na pokładzie statku Sojuz 33 w dniu 10 kwietnia 1979 roku. Lot był planowany jako misja dokująca ze stacją Salut 6, jednak awaria głównego silnika uniemożliwiła zakończenie misji zgodnie z planem. Iwanow i dowódca lotu, Nikołaj Rukawisznikow, zostali zmuszeni do awaryjnego powrotu na Ziemię po spędzeniu 31 okrążeń wokół planety. Mimo niepowodzenia misji, lot ten został uznany za znaczący krok dla bułgarskiego programu kosmicznego. Lot Iwanowa trwał jeden dzień, 23 godziny i jedną minutę.
Kolejna misja miała miejsce w 1988 roku w ramach programu Mir EP-2. Tym razem na stację Mir udał się drugi bułgarski kosmonauta, Aleksandyr Aleksandrow. Lot trwał dziewięć dni, podczas których przeprowadzono ponad 56 eksperymentów naukowych. Były one skoncentrowane na badaniach fizycznych, biologicznych, medycznych i technologicznych, a także na obserwacjach Ziemi. Oprócz aparatury naukowo-badawczej, w tym przeznaczonej do teledetekcji, również żywność zabrana na pokład trzyosobowego Sojuza pochodziła z Bułgarii. Przygotowano ją w Centralnym Laboratorium Kriobiologii i Liofilizacji w Sofii.

### Badania i technologie

Salut 6 (szkic)

Do najważniejszych bułgarskich wkładów w międzynarodowe misje kosmiczne należą systemy naukowe, takie jak spektrometry Spektar-15 oraz Spektar-256, które były używane na stacjach Salut 6, Salut 7 oraz Mir. Opracowano również systemy do monitorowania promieniowania kosmicznego, takie jak Liulin, które znajdują zastosowanie do dziś, np. na pokładzie Międzynarodowej Stacji Kosmicznej.

## Program współcześnie
Po zakończeniu misji Aleksandrowa w 1988 roku bułgarski program kosmiczny zaczął stopniowo tracić na znaczeniu w wyniku ograniczeń budżetowych i zmian politycznych po upadku systemu komunistycznego. Mimo to, rozwijane w Bułgarii technologie, takie jak system Liulin, wciąż są używane w projektach międzynarodowych, w tym w programie ExoMars.
W 2011 roku pierwszy bułgarski kosmonauta, Georgi Iwanow, wezwał rząd do reaktywacji programu załogowych lotów kosmicznych. Propozycje te obejmowały rozwój rodzimych technologii w dziedzinie biologii kosmicznej i monitorowania promieniowania.